# SM U-46 (1915)
SM U-46 – niemiecki okręt podwodny typu U-43 zbudowany w Kaiserliche Werft w Gdańsku w latach 1914-1915. Wodowany 18 maja 1915 roku, wszedł do służby w Cesarskiej Marynarce Wojennej 17 grudnia 1915 roku. Służbę rozpoczął w III Flotylli pod dowództwem kapitana Leo Hillebranda. U-46 w czasie jedenastu patroli zatopił 52 statki o łącznej pojemności 140 314 BRT oraz jeden uszkodził.
Pierwszym zatopionym statkiem był norweski parowiec „Ravn” o pojemności 1260 BRT, który 29 września 1916 roku został zatopiony około 7 mil na północ od Półwyspu Kolskiego. 10 członków załogi poległo. Pod dowództwem kapitana Hillebranda U-46 zatopił 8 statków, ostatnim był brytyjski parowiec „Iolo” o pojemności 3903 BRT płynący z Cadriff do Archangielska z ładunkiem węgla. 11 października 1916 roku został zatopiony 120 mil na północ od Vardø na północy Norwegii. 
7 grudnia 1916 roku Leo Hillebrand na sześć tygodni został zastąpiony przez kapitana Alfreda Saalwächtera W czasie jednego patrolu załoga U-46 pod dowództwem Saalwächtera zatopiła 9 statków. 16 grudnia trzy statki, dwa duńskie „Chassie Maersk” i „Gerda” oraz jeden japoński parowiec o pojemności 3208 BRT. 27 grudnia brytyjski parowiec SS „Aislaby” o pojemności 2692 BRT oraz francuski trawler „Goulfar” o pojemności 259 BRT.
16 stycznia 1918 roku Leo Hillebrand powrócił na okręt. Dowodził nim do końca I wojny światowej. 27 stycznia 1918 roku 2 mile od wyspy Rathlin w Irlandii Północnej U-46 storpedował brytyjski statek pasażerski RMS „Andania” o pojemności 13 405 BRT, który płynął z Liverpoolu do Nowego Jorku. W wyniku ataku torpedowego statek zatonął, zginęło 7 członków załogi.
Po zakończeniu I wojny światowej okręt przedostał się do Japonii, gdzie 26 listopada został poddany. Został przejęty przez Japońską Cesarską Marynarkę Wojenną i oznaczony jako O-2 służył do kwietnia 1921 roku.
21 kwietnia 1925 roku w czasie podróży z Yokosuki do Kure w czasie burzy, O-2 został opuszczony przez załogę i zatonął.